# فرفیون ریگیدا
یوفوربیا ریگیدا (نام علمی: Euphorbia rigida) نام یک گونه از سرده یوفوربیا است.